# Catéchisme en France

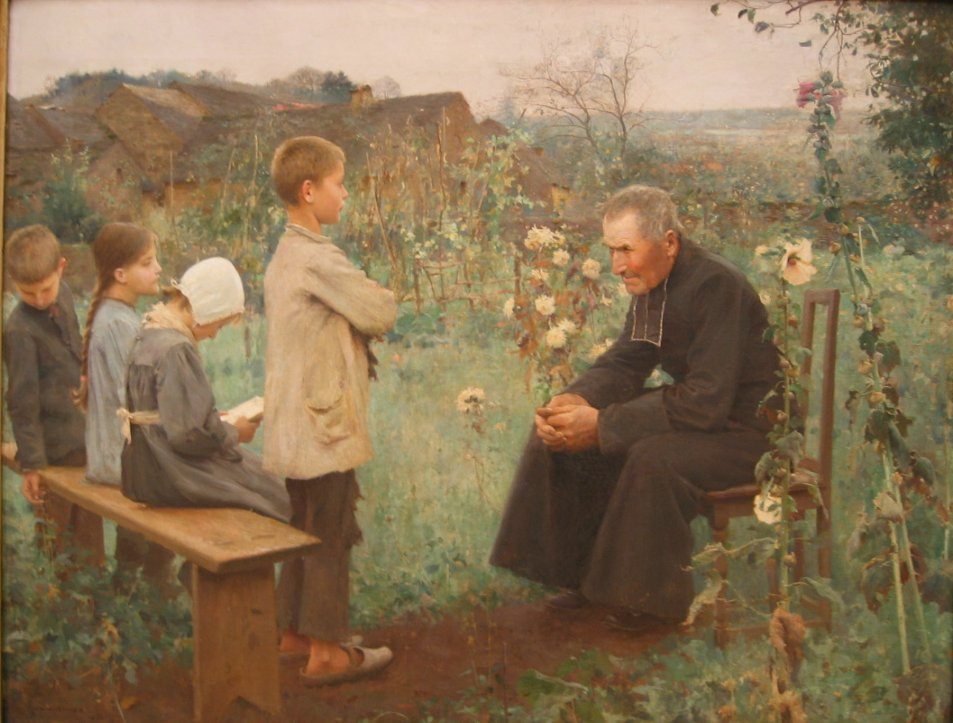
La Leçon de catéchisme par Jules-Alexis Muenier en 1890, musée des beaux-arts et d'archéologie de Besançon.

Le catéchisme en France est assuré par les différentes confessions chrétiennes.

## Présentation
Avant l'apprentissage du catéchisme proprement dit, de nombreuses paroisses proposent pour les enfants de 3 ou 4 ans des rencontres d’«éveil à la foi», puis quand les enfants entrent en CE1 (7-8 ans) ou CE2 (8-9 ans), on parle de catéchisme proprement dit. Les enfants y préparent leur première communion qu'ils passent au CM1 (9-10 ans) ou CM2 (10-11 ans). Quand ils entrent en classe de  sixième (11-12 ans), on ne parle plus de « catéchisme » ou « caté » mais « d'aumônerie des collèges ». Les adolescents y préparent leur profession de foi (anciennement communion solennelle) qu'ils passent en classe de cinquième (12-13 ans)  ou quatrième (13-14 ans) puis la confirmation qu'ils font en classe de troisième (14-15 ans). Quand ils entrent en classe de seconde (15-16 ans), on parle « d'aumônerie des lycées », puis quand ils entrent à 18 ans en études supérieures, « d'aumônerie suivie du nom de la fac ou du nom de leur haute école ».

## Chronologie des catéchismes en France

### Les catéchismes réformés
- 1542, Catéchisme de l'Église de Genève : le plus ancien catéchisme de l'Église réformée de France.
- 1563, Catéchisme de Heidelberg : catéchisme le plus répandu dans les églises réformés confessantes.

### Les catéchismes catholiques

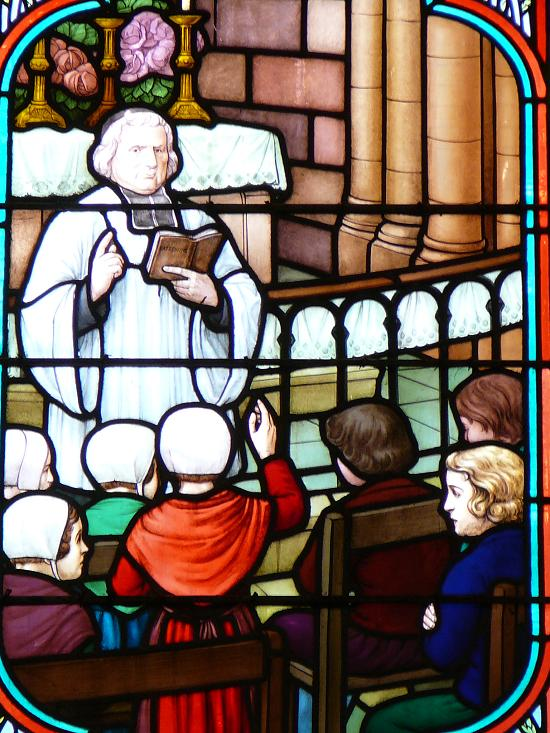
Vitrail représentant le prêtre Jean-Maurice Catroux faisant le catéchisme à des enfants, église Saint-Martin de Chemillé-en-Anjou.

À l'origine, le catéchisme était destiné à l'enseignement des enfants. De nos jours dans l'Église catholique, le terme est encore souvent associé à l'éducation religieuse des enfants, même si le mot est impropre, « catéchèse » étant le terme employé par les textes officiels de l'Église. En toute rigueur, le catéchisme désigne un résumé de la doctrine chrétienne, alors que la catéchèse, qui a un sens beaucoup plus global, désigne l'éducation de la foi que l'Église propose à tout âge.
Le catéchisme donne une compréhension plus profonde des doctrines et mystères du christianisme. En particulier, il éclaire le croyant sur le mystère trinitaire, Jésus de Nazareth, l'Eucharistie, le credo, les conciles, la doctrine sociale de l'Église, le sotériologie, l'amour de Dieu, la Rédemption, l'Assomption de Marie, la création du monde, la parole évangélique, la morale chrétienne, le pardon, etc.
- 1554, Catéchisme de Canisius : en latin, destiné aux étudiants ; version en allemand destinée au peuple et aux enfants[3].
- 1566, Catéchisme romain dit aussi « du Concile de Trente », à destination du clergé en vue d'éduquer le peuple. La préface de Charles Borromée est un vrai traité de catéchèse.
- 1597, Catéchisme de Bellarmin, en latin ou abrégé de la doctrine chrétienne.
- 1601, le même, traduit en français par saint François de Sales, le premier catéchisme en français.
- 1683, le Catéchisme historique de Fleury[4],[5]
- 1687, Catéchisme du diocèse de Meaux, dit Catéchisme de Bossuet, catéchisme emblématique du XVIIe siècle[6],[4].
- 1701, Catéchisme du diocèse de Montpellier, de Charles-Joachim Colbert, rédigé par oratorien François-Aimé Pouget (1666-1723)[7].
- 1806, Catéchisme national français, dit « impérial » car rédigé sous le contrôle de Napoléon.
- 1904, Acerbo nimis, encyclique de Pie X sur l'enseignement de la doctrine chrétienne.
- 1906, Catéchisme de saint Pie X, réalisé par l'autorité romaine et diffusé surtout en Italie et aussi dans l'ensemble de l'Église catholique en réponse à la crise moderniste.
- 1934, La Miche de Pain est un catéchisme illustré principalement destiné aux enfants (à partir de quatre ans). Il fut successivement édité par les Éditions La Miche de Pain, puis par Téqui avant d'être repris par Elor. D'abord créé sous forme de fascicules périodiques en 1934, il fut, dès l'année suivante, disponible en reliure. La dernière édition, en trois tomes[8] date de décembre 2004 et se présente comme un apprentissage progressif en au moins trois ans ; elle est illustrée par les dessins de Joëlle d'Abbadie[9].
- 1937, Première édition du catéchisme à l'usage des diocèses de France, sous forme questions-réponses, publié par les cardinaux et archevêques français.
- 1947, Catéchisme national modifié par l'épiscopat français, accompagné d'une édition pour simplifiée (petit catéchisme illustré).
- 1967, Fond obligatoire, ensemble des orientations catéchétiques pour les auteurs de manuels.
- 1981, corrigé en 1985 Pierres vivantes, un livre très illustré destiné à accompagner la catéchèse et à compléter les parcours catéchétiques.
- 1991, Catéchisme pour adultes des évêques de France, préfacé par Joseph Duval.
- 1992, Catéchisme de l'Église catholique (CEC), promulgué par le Vatican.
- 2005, Compendium du CEC, écrit sous Jean-Paul II par le cardinal Ratzinger puis promulgué par Benoît XVI juste après son intronisation.
- 2017, Le Chemin du Ciel[10], catéchisme pour enfants dont l'imprimatur et la préface sont de Dominique Rey.

Parallèlement et avant la généralisation du français à toutes les couches de la population en France (deuxième moitié du XXe siècle), les diocèses utilisaient des catéchismes en langue vernaculaire pour rendre l'enseignement accessible à tous.

### Les catéchismes orthodoxes
- 2021, La foi, la liturgie et la vie de l'Église orthodoxe: Une esquisse de catéchisme orthodoxe, Hiéromoine Grégoire (Chatziemmanouil) du Mont Athos, traduit du Grec par Bernard Le Caro, Éditions Apostolia, Limours.

## Enseignement scolaire du catéchisme
En 1850, la loi Falloux oblige les instituteurs à enseigner le catéchisme et à conduire les élèves à la messe.
L'article 2 de la loi du 28 mars 1882 de Jules Ferry supprime l'enseignement de la morale religieuse à l'école mais permet aux familles qui le souhaitent d’envoyer leurs enfants au catéchisme qui a lieu désormais hors de la classe.
La crise moderniste dans le catholicisme au début du XXe siècle représente en France, dont elle est l'épicentre, la confrontation très vive entre les fruits de l'approche scientifique issue de la modernité et la forme du savoir doctrinal dont l'Église catholique avait hérité. Cette laïcisation scientifique de l'univers religieux a entraîné chez de nombreux intellectuels croyants un dilemme profond notamment à propos de l'interprétation de la Bible. » Christophe Boureux, docteur en théologie et en anthropologie religieuse, professeur à l'Institut catholique de Lille. » Introduction au cours Catholicisme et Modernité donné au CCEFR de Montreuil-sous-Bois

## Autres utilisations du terme catéchisme
Dès la seconde moitié du XVIIIe siècle, et notamment à partir de la Révolution française, de nombreux catéchismes politiques (révolutionnaires, républicains, nationaux, puis socialistes) ont été publiés dans toute l'Europe. Ils reprennent souvent la forme catéchistique d’une suite de questions et de réponses, et présentent de manière succincte et populaire une doctrine politique.
De même, le terme catéchisme a été employé dans un sens dérivé par plusieurs philosophes athées et non chrétiens au XIXe siècle :
- Claude Henri de Rouvroy, comte de Saint-Simon (catéchisme des industriels) ;
- Auguste Comte (catéchisme positiviste, dans la phase dite religieuse du positivisme) ;
- Jean-Baptiste Say.

Saint-Simon et Auguste Comte sont à l'origine de mouvements considérés par l'Église catholique comme des erreurs, voire de sectes, et plus généralement comme relevant de l'athéisme moderne. Ils ont été analysés par Henri Gouhier, Henri de Lubac et l'encyclique Fides et Ratio de Jean-Paul II du 14 septembre 1998.